# Salima Ghezaliová
Salima Ghezali (* 1958, Bouira, Alžírsko) je alžírská novinářka a spisovatelka.
Angažuje se jako aktivistka ve věci demokracie a ženských práv v Alžírsku. V roce 1997 jí byla udělena Sacharovova cena za svobodu myšlení a Cena Olofa Palmeho.